# 帕滕堡 (新澤西州)
帕滕堡（英語：Pattenburg）是位於美國新澤西州亨特登縣的非建制地區。

## 歷史
帕滕堡的郵局於1857年設立，其後於1974年停運。

## 地理
帕滕堡所處的海拔為高於海平面138米（即453英呎），而該地所採用的時區為UTC-5，即北美东部时区（EST）。同時該地設有夏令時間，為UTC-5調快一小時，即UTC-4（EDT）。